# Waldfriedhof Blumenthal

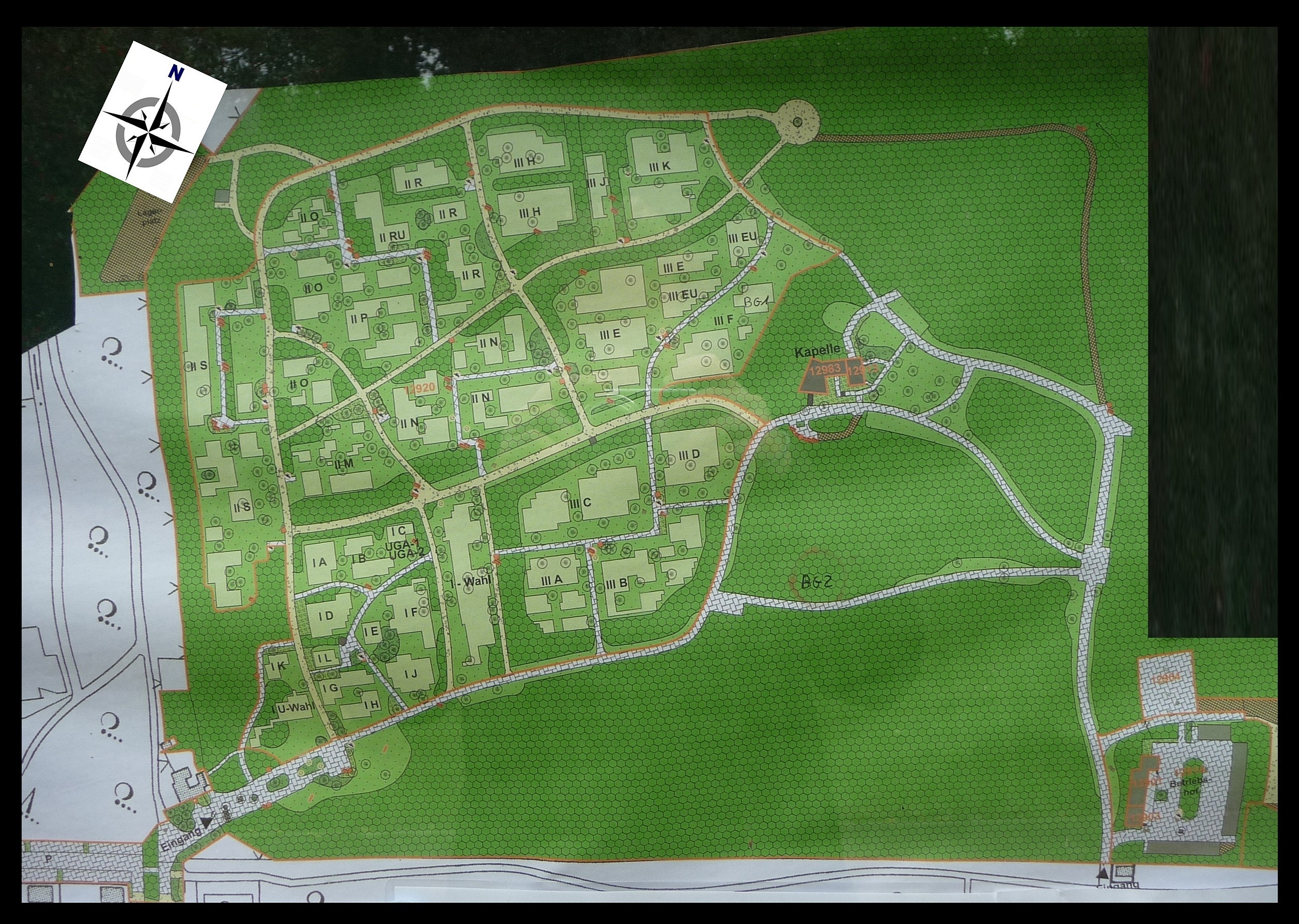
Friedhofsplan

Der Waldfriedhof Blumenthal in Bremen-Blumenthal, Ortsteil Lüssum-Bockhorn, Turnerstraße 201, Ecke Neuenkirchener Weg, ist städtisch und stammt von 1966.

## Geschichte
Der 11 ha große Friedhof wurde nach Plänen von Gartenarchitekt Heinrich Müller auf einem 24 ha großen Gelände des Lüssumer Waldes östlich der Weser im Norden an der niedersächsischen Grenze angelegt, zusammen mit der Kapelle auf einer leichten Anhöhe, einem Betriebshof, verschiedenen Unterständen und vielen Sitzbänken. Hier wurde die naturnahe Wald- und Parklandschaft mit dem Friedhof eng verbunden. Der dichte, alte Baumbestand erzeugt eine idyllische und friedvolle Atmosphäre.
Der 2000 angelegte, integrierte Tierfriedhof befindet sich im Südosten, Turnerstraße 277. Bis 2019 wurden hier 2500 Tiere bestattet.
Mit den Buslinien 90, 91, 92, 95 und 96 ist der Friedhof erreichbar. Eingänge sind an der Turnerstraße und beim Betriebshof.

## Gräber bekannter Persönlichkeiten
- Willy Dehnkamp (1903–1985), Politiker (SPD); Bildungssenator, Präsident des Senats und Bürgermeister von Bremen
- Werner Sonntag (1930–2007), Gewosie-Geschäftsführer und Mitglied der Bremischen Bürgerschaft (SPD)
- Walter Wadephul (1901–1968), Bildhauer